# Сэтч, Уильям
Уи́льям Спе́нсер Сэтч (англ. William Spencer Satch; род. 9 июня 1989, Оксфорд) — британский гребец, выступает за национальную сборную Великобритании по академической гребле начиная с 2011 года. Чемпион летних Олимпийских игр в Рио-де-Жанейро, бронзовый призёр Олимпиады в Лондоне, трёхкратный чемпион мира, серебряный и бронзовый призёр чемпионатов Европы, победитель этапов Кубка мира, победитель многих регат национального и международного значения.

## Биография
Уильям Сэтч родился 9 июня 1989 года в городе Хенли-он-Темс графства Оксфордшир. Учился в местном учебном заведении Shiplake College, здесь начал активно заниматься гребным спортом, в частности проходил подготовку под руководством новозеландского олимпийского чемпиона Шейна О’Брайана. Позже присоединился к гребному клубу «Лендер».
Дебютировал на международной арене в сезоне 2009 года, выступив в безрульных распашных четвёрках на чемпионате мира среди молодёжи в чешском Рачице, тем не менее, был далёк от попадания в число призёров. Год спустя на молодёжном мировом первенстве в белорусском Бресте завоевал в восьмёрках бронзовую медаль. Ещё через год на аналогичных соревнованиях в Амстердаме вновь стал бронзовым призёром в той же дисциплине, вошёл в основной состав британской национальной сборной и выступил на Кубке мира в Мюнхене, где получил бронзу.
Благодаря череде удачных выступлений Сэтч удостоился права защищать честь страны на летних Олимпийских играх 2012 года в Лондоне — в безрульных двойках вместе с напарником Джорджем Нэшем занял первое место в квалификационном заезде, был лучшим на стадии полуфиналов, тогда как в решающей финальной гонке показал на финише третий результат, уступив командам из Новой Зеландии и Франции.
После лондонской Олимпиады Уильям Сэтч остался в основном составе гребной команды Великобритании и продолжил принимать участие в крупнейших международных регатах. Так, в 2013 году он выступил на чемпионате мира в корейском Чхунджу и одержал победу в зачёте восьмёрок. Год спустя в той же дисциплине взял бронзу на европейском первенстве в Белграде и был лучшим на мировом первенстве в Амстердаме. В сезоне 2015 года выиграл серебряную медаль на чемпионате Европы в Познани и получил золото на чемпионате мира в Эгбелете. Позже добавил в послужной список бронзовую награду, выигранную в восьмёрках на первенстве континента в немецком Бранденбурге.
Находясь в числе лидеров британской национальной сборной, благополучно прошёл отбор на Олимпийские игры 2016 года в Рио-де-Жанейро, где стартовал в составе экипажа, куда также вошли гребцы Скотт Дюрант, Эндрю Триггз-Ходж, Мэтт Готрел, Пит Рид, Пол Беннетт, Мэтт Лэнгридж, Том Рэнсли и рулевой Филан Хилл. Они с первого места квалифицировались на предварительном этапе и тем самым сразу попали в финальную стадию соревнований. В финальном решающем заезде британцы так же финишировали первыми и завоевали, таким образом, золотые олимпийские медали.

## Награды
- Орден Британской империи степени кавалера (31 декабря 2016) — «за заслуги в гребле»[5].